# George Santayana
George Santayana est un écrivain et philosophe américano-hispanique de langue anglaise, né à Madrid le 16 décembre 1863 et décédé le 26 septembre 1952 à Rome.

## Biographie
George Santayana, de son nom complet Jorge Agustín Nicolás Ruiz de Santayana y Borrás, est le fils de Josefina Sturgis, née Borrás, et de son second époux Augustin Ruiz de Santayana (1812-1893), un diplomate espagnol. Sa mère née en Écosse est également la fille d'un diplomate espagnol. En premières noces, elle a épousé un marchand de Boston, John Sturgis, dont elle a eu cinq enfants (seulement trois ont survécu). Son premier mari étant décédé en 1857, en 1861 elle épouse Augustin Ruiz de Santayana et donne naissance à George le 16 décembre 1863 à Madrid.
L'exposé de sa vie sera réalisé en respectant le découpage que Santayana utilise dans son autobiographie, Personnes et Places : l'arrière-plan (1863-1886), la période Harvard (1886-1912), la période où, retraité, il parcourt l'Europe (1912-1952).

### L'arrière-plan (1863-1886)
Santayana passe ses huit premières années à Avila où réside son père. Sa mère, dès 1869, est allée vivre à Boston pour y élever ses autres enfants selon la promesse faite à son premier mari. Son vrai prénom est Jorge, c'est lui qui s'est nommé George pour « américaniser sa signature ». En 1872 son père, estimant que les perspectives d'avenir de son fils seraient meilleures à Boston qu'en Espagne, juge préférable de se rendre dans cette ville avec son fils. Ne pouvant se faire ni au climat ni à l'ambiance puritaine de Boston, il revient assez rapidement en Espagne tandis que son fils reste à Boston chez sa mère. Le père et le fils s'écrivent de nombreuses lettres. Augustin Santayana ne revisite Boston que lorsque son fils termine sa première année à Harvard. À Boston, la famille parle l'espagnol à la maison. George Santayana apprend l'anglais au jardin d'enfants de Mrs Welchman. Puis, il intègre la Boston Latin School et l'université Harvard (1882-1889). Dans cette université il se montre comme un étudiant actif : il est notamment caricaturiste au Lampoon et membre fondateur du Harvard Monthly, un magazine littéraire actif de 1885 à 1917. Même s'il a fréquenté des homosexuels et des bisexuels connus, Santayana n'a donné aucune indication précise sur sa sexualité. Quelques spécialistes, à la suite d'une phrase qu'il a un jour prononcée, ont tendance à le considérer comme un homosexuel latent.

### 1886-1912: les années Harvard

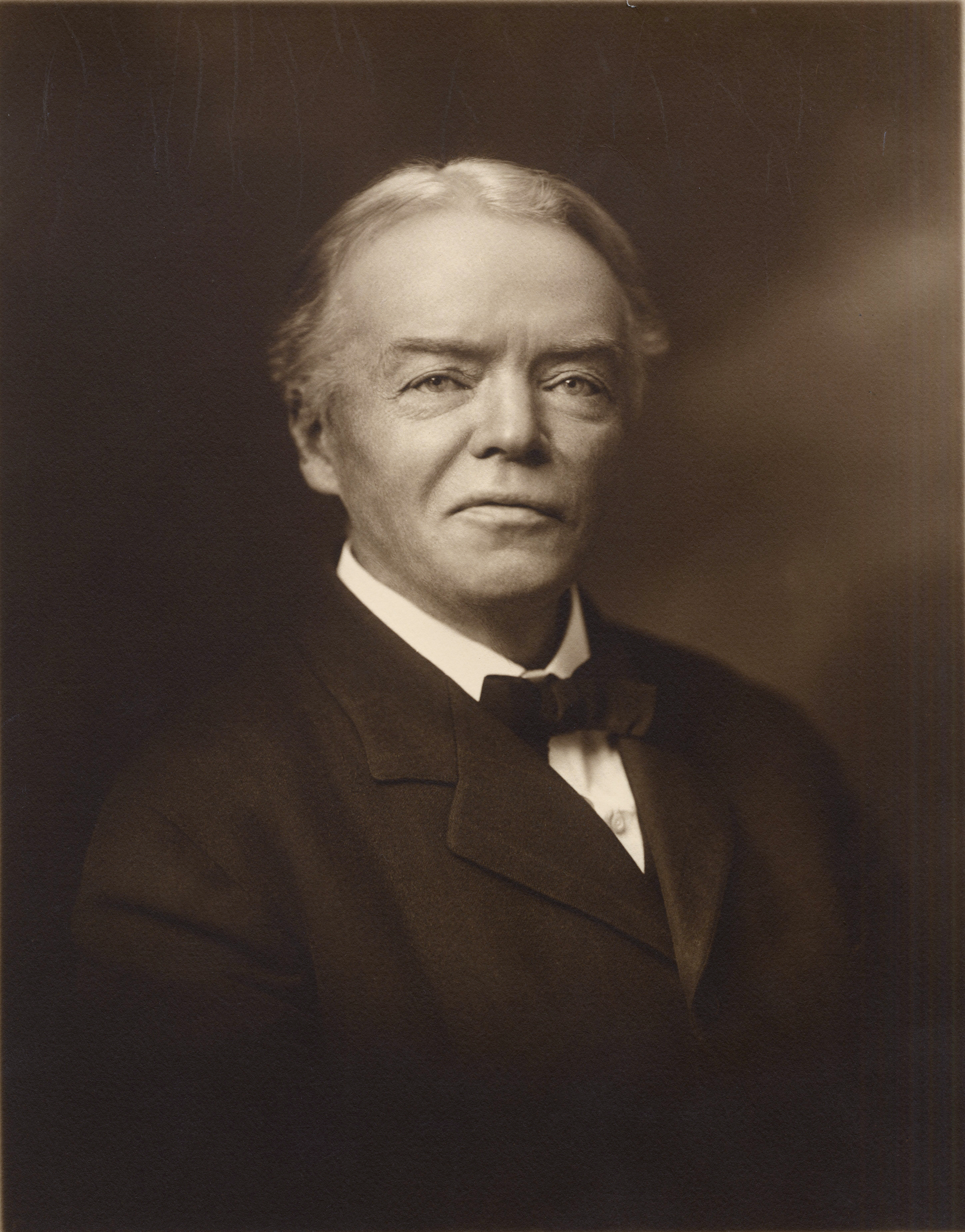
Josiah Royce qui a dirigé la thèse de Santayana

À l'automne 1886, Santayana se rend en Allemagne. Il visite Göttingen, Dresde et étudie pendant deux semestres la philosophie à l'université de Berlin. Il suit un cours de Paulsen sur l'éthique grecque au premier semestre et sur Spinoza au second. Selon lui ces cours l'ont aidé à se faire une opinion correcte sur ces sujets. Dans Persons and Places, il note que « l'éthique grecque fournit merveilleusement ce qui est absent chez Spinoza, une vue virile, militaire, organique, une vue civilisée pour tout dire, permettant de garder l'imagination cosmique et religieuse de Spinoza à sa place morale propre ». Malgré tout, il ne se sent pas à l'aise dans l'univers universitaire allemand et il préfère retourner à Harvard pour faire son doctorat.

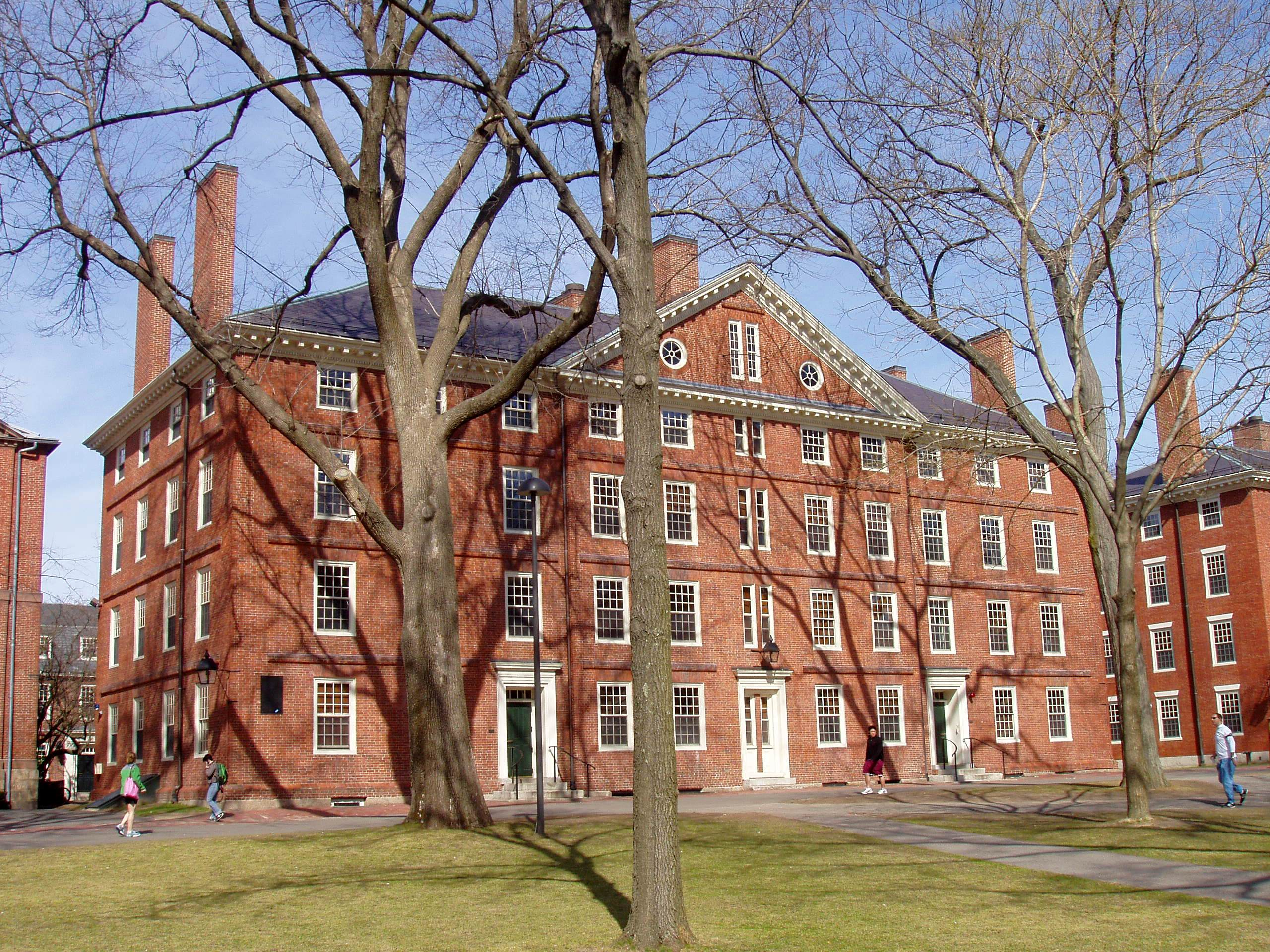
Santayana vivait à Hollis Hall quand il était étudiant à Harvard

Santayana décroche son Ph.D en 1889, avec une thèse sur Lotze. Peu après, il devient membre du corps enseignant de Harvard. C'est un professeur apprécié de ses élèves, qui devient rapidement une figure importante de ce qu'on appelle de nos jours la philosophie américaine classique, dont les autres membres de premier plan sont Peirce, William James, Josiah Royce, John Dewey et Alfred North Whitehead. En 1893, il fait l'expérience d'une métanoïa, un changement de perspective. L'étudiant actif fait place à un professeur tourné vers la célébration imaginative de la vie. Cette conversion, ce passage d'un état à un autre est lié à trois événements : la mort d'un de ses étudiants, celle de son père et le mariage de sa sœur Susana. Dans Persons and Places, (427-28), il décrit ainsi comment il voit la vie après la métanoïa :
| « Cultivate imagination, love it, give it endless forms, but do not let it deceive you. Enjoy the world, travel over it, and learn its ways, but do not let it hold you...To possess things and persons in idea is the only pure good to be got out of them; to possess them physically or legally is a burden and a snare » | « Cultive l'imagination, aime-la, donne-lui sans fin de nouvelles formes, mais ne la laisse pas te tromper. Apprécie le monde, parcours-le, étudie ses voies, mais ne te laisse pas posséder par lui... Posséder des biens et des choses en idées est le seul bien pur que l'on puisse obtenir ; les posséder physiquement ou légalement est un fardeau et un piège » |  |

Dès cette période, comme ce sera toujours le cas par la suite, il se passionne pour la littérature, l'esthétique et la philosophie. Il écrit notamment The Sense of Beauty (1896), Lucifer: A theological Tragedy (1899), The Life of Reason (1905-1906) et Three Philosophical Poets : Lucretius, Dante and Goethe (1910). Selon Saatkamp et Coleman, « le pragmatisme, tel que développé par Peirce et James, est un sous-courant de son naturalisme, particulièrement comme approche de la façon de s'assurer de la connaissance ». Mais « son naturalisme a ses racines historiques chez Aristote et Spinoza et son ancrage contemporain dans le pragmatisme de James et l'idéalisme de Royce » (deux de ses collègues à Harvard).
En 1912, à quarante-huit ans, il quitte la vie universitaire malgré les efforts du président de Harvard pour le retenir. Cette décision s'explique par au moins trois raisons. D'une part, dès 1893, il a su qu'il voulait partir jeune à la retraite. Deuxièmement, s'il apprécie la vie universitaire, il goûte peu de devoir participer à des instances consultatives qui selon lui sont consacrées à résoudre de faux problèmes. L'évolution de Harvard « vers la production d'intellectuels musclés capables de guider l'Amérique en qualité d'hommes d'État occupant des places clés dans le domaine du gouvernement ou des affaires » lui fait craindre que soit oublié le désir d'apprendre et la célébration de la vie. Enfin, ses livres se vendent bien et les éditeurs lui en réclament de nouveaux, ce qui lui permet de voir le futur sereinement.

### 1912-1952: une villégiature studieuse

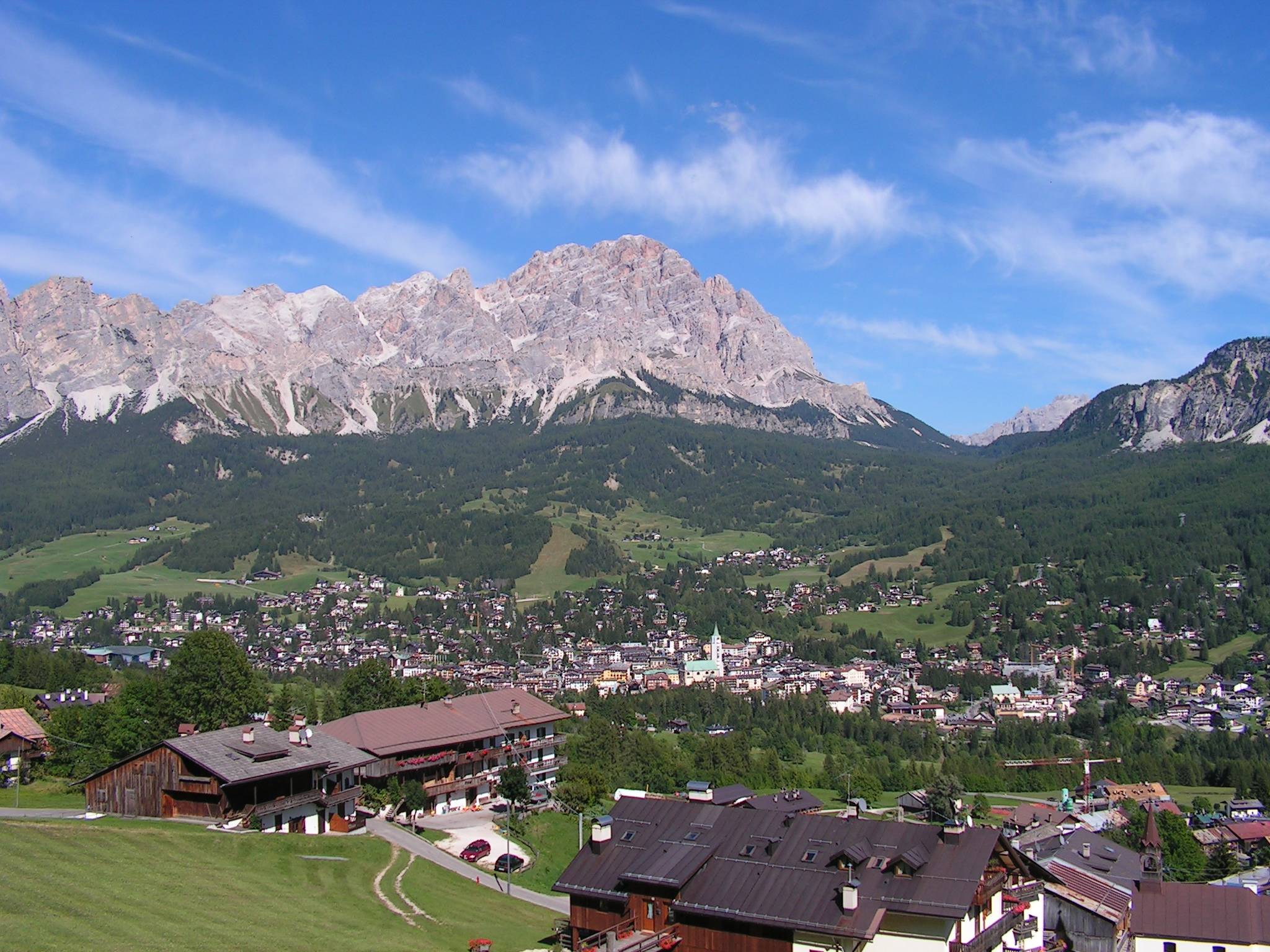
Vue de Cortina d'Ampezzo où Santayana passe ses étés durant sa vieillesse

En 1912, sachant sa mère mourante, il fait en sorte que sa demi-sœur Joséphine rejoigne à Avila son autre demi-sœur Susana. Il confie la gestion de ses biens à son frère Robert. À partir de 1912, il va constamment résider en Europe. Il ne reviendra jamais aux États-Unis malgré les sollicitations de Harvard qui lui propose en 1929 la chaire Norton de poésie et des conférences sur William James. De manière générale, il décline toutes les offres de postes universitaires qui lui sont également faites par Oxford et Cambridge. De 1912 à la fin de la première guerre mondiale, il réside en Angleterre, d'abord à Londres, puis à Oxford et Cambridge. Après-guerre, il voyage beaucoup entre Paris, Madrid, Avila (où résident ses deux sœurs), la Côte d'Azur, le Léman, Florence et Rome. À la fin des années 1920, il se fixe à Rome qu'il quitte l'été pour Cortina d'Ampezzo.
S'il pense d'abord que Mussolini peut avoir une certaine action positive, il déchante vite. En 1939 il est arrêté à la frontière suisse alors qu'il tente de quitter l'Italie, la Suisse lui refusant un visa de séjour. Sa situation vis-à-vis des autorités italiennes sera toujours un peu complexe. En effet, Santayana est un citoyen espagnol vivant en Italie dont les revenus proviennent d'Angleterre et des États-Unis, deux pays où il est connu. Dans les années 1930, il aide financièrement le philosophe Bertrand Russell en lui versant la majorité des droits d'auteurs de son célèbre roman The Last Puritain (1935). En 1941, il entre dans une maison de retraite-hôpital gérée par des sœurs, La Clinica della Piccola Compagnia di Maria, où il restera jusqu'à sa mort en septembre 1952. À sa mort, il ne veut pas se faire enterrer dans une terre consacrée, ce qui rend son enterrement problématique en Italie. Finalement, le consulat d'Espagne à Rome accepte qu'il soit enterré au Panteón de la Obra Pía española, au cimetière du Campo Verano.

## Santayana et le milieu philosophique américain à la fin duXIXesiècle
Généralement, Santayana est considéré comme un philosophe très peu américain, du fait de sa catholicité et de sa nationalité espagnole. Henry Samuel Levinson dans son livre Santayana, Pragmatism, and the Spiritual Life, défend une thèse inverse.

### Solitude, beauté et culture américaine
Alors que chez des penseurs européens comme Karl Marx ou Sigmund Freud, la solitude est vue comme une punition, chez Santayana, elle est perçue positivement comme une source de créativité, de vitalité et de bien-être. En cela, selon Levinson, Santayana se place dans la lignée des héritiers de la culture protestante, pour qui « le bien-être, distinct du bien-faire, requiert la pratique d'une discipline solitaire ». Levinson classe parmi les héritiers de la Réforme protestante Jonathan Edwards (théologien), Ralph Waldo Emerson et William James. Santayana toutefois se distingue de ses trois prédécesseurs en ce que chez lui, il n'y a pas de pouvoir surnaturel. Aussi, si la solitude n'est pas l'endroit où l'on rencontre Dieu, elle est malgré tout le lieu d'une conversion spirituelle.
De même, la place de la beauté chez Santayana est, comme chez les trois Américains cités (Edwards, Emerson et James) liée à la culture protestante. Selon Levinson, le christianisme comporterait deux contrats : un contrat portant sur la loi (l'Ancien Testament) et un contrat basé sur la grâce, les évangiles. Dans la tradition spiritualiste américaine telle qu'elle se développe, notamment avec Jonathan Edwards, la grâce est identifiée à la beauté. Comme dans le christianisme réformé la loi ne suffit pas pour atteindre Dieu, il faut aussi la grâce, de même, faire son devoir ne suffit pas, il y faut de la beauté. Par exemple pour Edwards, le devoir seul ne suffit pas pour atteindre la sainteté, il y faut aussi la beauté donnée par Dieu. De même Emerson écrit : « la beauté est la marque de Dieu posée sur la vertu. Chaque action naturelle est gracieuse ». De même chez James la beauté permet aux hommes de surpasser leur triste condition.

### Santayana face à la question posée par ledarwinisme
Santayana écrit The Optimism of Ralph Waldo Emerson, en 1886 dans l'espoir de remporter le Bowdon Prize. Dans ce livre il tente de répondre à la question induite par l'image de l'« inéluctabilité de la mort » que véhicule l'« absolu historicisme » de Charles Darwin : Est-ce que la vie vaut la peine d'être vécue ? Rappelons ici que le livre majeur de Darwin, L'Origine des espèces, a été publié quelques années auparavant en 1859. Pour traiter ce problème, Santayana pose une autre question « Comment traiter la question de savoir si la vie vaut la peine d'être vécue ? » Selon Santayana, Emerson ne croit pas à la façon des théodicées depuis Leibniz que nous vivons dans le meilleur des mondes possibles. Il ne croit pas non plus que les gens vertueux iront au paradis. Pour lui le mal est inévitable et le progrès social induit toujours de « noires compensations ». Pour Levinson, son biographe, l'analyse que fait Santayana d'Emerson semble marquée par ses propres lectures des œuvres de Schopenhauer, de Spinoza et de Goethe. Elle aboutit à une « indifférence néoplatonicienne, pas à l'optimisme ». Santayana écrit (GSA, 73)« nous devons nous attendre au mal et être armé contre lui. Ce n'est pas un châtiment pour le plaisir, cela vient juste de l'ordre naturel et nécessaire des choses ». Santayana soutient, en faisant selon Levinson, une petite erreur de lecture, que le mal est « le fondement du bien (GSA, 73) ». Pour le philosophe américano-hispanique, le monde d'Emerson est harmonieux spirituellement, pas philosophiquement. Il est plus proche de celui de Schopenhauer que de Spinoza, dans la mesure où l'âme globale (Over-soul) est assez proche de la notion de volonté chez le philosophe pessimiste allemand. Mais alors comment peut-on dire qu'Emerson est optimiste ? En fait, pour Santayana comme pour William James, c'est une affaire de caractère. Schopenhauer a un caractère pessimiste et Emerson, optimiste.
Pour Santayana, Emerson nous apprend à nous détacher de la vie sociale, à ne pas tout miser sur elle, car c'est dans la solitude que nous pouvons percevoir ce qui est beau et harmonieux. Pour le philosophe américano-hispanique, le bonheur réside dans « l'amour de la vie dans la conscience de son impuissance (love of life in the consciousness of impotence ». Au contraire, pour ses deux maîtres au département de philosophie de Harvard, la vie spirituelle est plus liée que chez lui à la morale et à la société. Royce espère découvrir « la langue de la nature » et William James « quelque « plus » surnaturel qui rende la vie personnelle meilleure quand les gens ne peuvent pas le faire eux-mêmes (some supernatural "MORE" that made personal life flourish when people could not do so on their own) ».

### Santayana: une thèse sur Lotze

#### Pourquoi une thèse sur Lotze?
Pour comprendre le pourquoi de cette thèse, il faut revenir aux préoccupations du département de philosophie de Harvard et à ses deux chefs de file : William James et Josiah Royce. À cette époque, selon Murray Murphy, ils voulaient à la suite de Kant :
| « to construct an espistemology adequate for both science and religion and one which would insure the active, constructive role of the mind while yet affording a solid basis for empirical knowledge » | « construire une épistémologie adaptée à la fois pour la science et la religion, et qui puisse assurer le rôle actif et constructif de l'esprit tout en fournissant une base solide à la connaissance empirique. » |

Son directeur de thèse ne voulait pas d'un travail sur Emerson, qui selon lui était un homme de lettres, pas un philosophe, ni sur Schopenhauer comme Santayana l'envisage un temps. Par contre Lotze lui plaît, tout comme à l'autre grand patron du département William James. En effet Lotze est alors « le philosophe chéri (darling philosopher) » des protestants libéraux et a des disciples anglais aussi remarqués que Thomas Hill Green, Bernard Bosanquet et James Ward.
De plus, Santayana rédige sa thèse à un moment où la philosophie n'est plus au sommet de la hiérarchie des savoirs et où les professeurs, tels que Royce, tiennent à lui conserver un statut académique fort. C'est aussi pour cela qu'il a rejeté Emerson, trop littéraire, qui ne permettait pas d'accroître la technicité de la matière. Lotze au contraire donne à la philosophie une « fonction d'intermédiation ou d'interprétation » qui convient, nous le verrons, à l'art intellectuel de gouverner promu par Harvard. Santayana écrit que pour Lotze la philosophie fournit :
| « a neutral spot where rival pretenders may parley, compare their claims, and attempt a reconciliation (LSP, 225) » | « un lieu neutre où des prétendants rivaux peuvent parlementer, comparer leurs revendications et tenter une réconciliation. » |

#### L'analyse de la philosophie de Lotze par Santayana
Santayana précisément soutient que la thèse principale de Lotze — La philosophie comme espace neutre d'une réconciliation possible — exposée plus haut ne tient pas. En effet, s'il pense comme Lotze que la philosophie est un produit social qui doit « coordonner et interpréter toutes les impressions que la vie fait sur les mortels(LSP, 225-26) », il ne voit pas pourquoi les conflits engendrés par des vues philosophiques différentes devraient obligatoirement être résolus.
Selon Santayana, la tâche de médiation des philosophes dépend de trois principes. D'une part il existe diverses sortes de faits qui ne peuvent dériver ni d'une loi naturelle, ni d'une loi morale, ni d'une esthétique particulière. Lotze relie cela au destin (fate). En ce sens Lotze est pour lui à la fois un réaliste et un pluraliste. D'autre part, chez Lotze, la loi naturelle est une loi mécanique, qui explique comment deux faits sont reliés, mais qui ne dit rien sur le pourquoi. Troisième point : le pourquoi des mécanismes est lié au but moral du monde. Ce troisième principe n'est pas absolu, car le but moral explicatif liée à la providence n'est pas à l'origine des êtres humains. Par ailleurs, la providence et le destin ne sont pas liés. Enfin la valeur ultime n'est pas forcément celle de tous les êtres.
Du point de vue de Santayana, cela conduit Lotze à amoindrir le rôle de la science, qu'il fait dépendre du monde moral. Il trouve qu'en réalité elle se rapproche de la philosophie post-kantienne. Comme les kantiens, le philosophe allemand accepte l'idée que l'esprit ou la conscience permettent de réaliser des expériences sans donner de clés pour la réalité qui existe au-delà de l'expérience. En revanche il se distingue de Kant et se rapproche de Fichte et d'Hegel en voyant d'abord l'univers comme le « théâtre d'action morale ». Pour Santayana, « the only addition Lotze makes to Hegel's theory is to materialize it a little by regarding the universal Idea as a source of universal delight (la seule addition que Lotze fait à la théorie d'Hegel c'est de la matérialiser un peu en regardant l'Idée universelle comme source de bonheur universel (LSP, 140) ».
Selon Santayana il est possible d'interpréter l'œuvre de Kant soit comme relevant de la métaphysique idéaliste, ce que fait Lotze, soit relevant de la métaphysique sceptique avec, derrière la subjectivité, un monde réel objectif inconnaissable articulé autour des catégories d'espace, de temps, de cause et de personne. Il est aussi possible de l'interpréter comme ouvrant la voie à un monde matériel non transcendantal. C'est dans cette voie que Santayana s'engage avec ce qu'il nomme le matérialisme désenchanté (wistful materialism). En fait, selon Santayana, c'est parce que Lotze veut « démontrer que l'univers est fondamentalement gouverné par un processus de conscience » qu'il s'oppose à Johann Friedrich Herbart, un des premiers post-kantiens, pour qui la conscience est un épiphénomène de la matière, et qu'il prend la voie de la métaphysique idéaliste.
Concernant sa thèse et l'environnement philosophique et religieux de Santayana à Boston, deux points sont à relever. Concernant le monde protestant libéral, représenté notamment par Bordon P.Browne de la Boston University, il affirme qu'en fait Lotze « sanctions the judgements of the world (ratifie le jugement du monde) ». Concernant les philosophes, pour Levinson, dans ce livre, un an avant la publication du livre de James Principles of Psycholoy et neuf ans avant que ce dernier ne proclame la naissance du pragmatisme dans une conférence donnée à Berkeley, Santayana annonce un pragmatisme naturaliste, non réductif dans lequel la connaissance est instrumentale.

### Santayana et l'art d'écrire

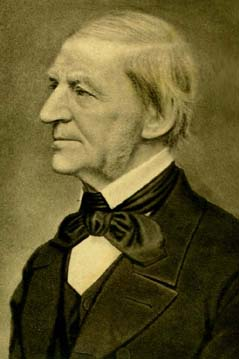
Ralph Waldo Emerson un écrivain et philosophe qui a influencé Santayana

George Santayana est avec Ralph Waldo Emerson un des meilleurs écrivains de la tradition classique américaine, ce qui conduit souvent à le faire considérer plus comme un écrivain que comme un philosophe. Il est un de ceux qui ont brisé les canons des poètes du coin du feu (en) (Henry Longfellow James Russell Lowell, Oliver Wendell Holmes). Les réflexions sur les relations entre littérature, art, religion et philosophie, constituent le thème dominant de ses écrits.

## Sa philosophie

### Quelques mots-clés de la philosophie de Santayana
| Termes          | Définitions et/ou signification des termes |
| --------------- | --- |
| Foi animale     | C'est la base a-rationnelle de toute prétention à la connaissance. C'est le monde inférieur d'ordre biologique, qui opère à travers notre être physique générant de façon inconsciente nos croyances, radicalement impossible à justifier                                                                                  |
| Raison          | Chez lui, la raison opère dans un monde à bien des égards irrationnel. La raison peut discerner certaines régularités, certaines habitudes fiables dans le monde nature. Assagie par ces connaissances, elle peut imposer sa propre construction d'idées dans les domaines de la nature sensible soumis au contrôle humain |
| Matière         | C'est le principe de l'existence. Le mot désigne toutes les choses avec leur potentialité et les conditions dans lesquelles elles peuvent être excellentes. C'est la réalité fondamentale dans notre espace-temps. C'est le nom de l'ordre de la nature                                                                    |
| Essence         | Pour Santayana ce mot signifie à la fois concept et signification. Il reprend ce concept d'Aristote, en lui enlevant toute capacité à produire seule des effets |
| Esprit          | L'esprit entendu comme conscience survient quand un corps animal atteint un certain degré de complexité. Santayana perçoit la conscience comme un don gratuit de la nature |
| Vie Spirituelle | À la suite d'Aristote, il voit la vie spirituelle comme le point culminant d'une expérience survenant à la suite d'un travail satisfaisant |
| Vérité          | Tout ce que l'être humain peut faire, c'est croire en la vérité de ce qui provoque le succès d'une action et permet d'atteindre des moments de joie et de bonheur |

### Esthétique
Lorsque Santayana écrit The Sense of Beauty: Being the Outline of an Aesthetic Theory(1896), il estime que les êtres humains, particulièrement aux États-Unis, se sont trop focalisés sur la richesse et le pouvoir et ont oublié ce qui fait l'excellence humaine. La raison est devenue purement instrumentale, ce qui a conduit à une pensée abrégée (Abbreviated thinking), à « un process mental où tout est algèbre (a mental process [thatis al algebra (GSA, 137-38)] ».
Chez Santayana, la beauté n'est pas la manifestation de Dieu dans nos sens, mais c'est de l'expérience de la beauté, issue de l'harmonie occasionnelle entre notre nature et notre environnement, que nous tirons notre conception de la vie divine (SB, 10). Comme dans Principle of Psychology (1890) de William James, chez Santayana la beauté est d'ordre psychologique, pas métaphysique, et ce sont les émotions qui différencient un univers esthétique d'un univers inesthétique. Par ailleurs, à la différence de Kant, pour James et Santayana, la beauté dépend de nos centres d'intérêt et n'est donc pas universelle. À la différence de Lotze, Santayana pense que l'expérience esthétique n'est pas à la fois subjective et objective, elle est, de la manière dont William James parle d'expérience pure.
Pour Santayana, l'expérience morale se distingue de l'expérience esthétique en ce que la première est basée sur le calcul utilitaire alors que dans la seconde le sens de la beauté est spontané. Par ailleurs, alors que la conscience agit en nous interdisant des choses, l'esthétique nous rend libre et nous incite à agir Enfin, la morale ne conduit pas forcément notre vie, car elle est obligation tournée vers le bien public, ce qui ne satisfait pas forcément notre sentiment de bien-être. Santayana tend à identifier vie spirituelle et sentiment de beauté. Pour lui, la spiritualité ne nécessite pas « un effort culturel, n'est pas un instrument de travail, de production, ou de distribution-mcm équitable- »), elle se joue au niveau de l'imagination, du jeu, du festif, d'une capacité d'imaginer des valeurs. Chez Santayana, le sublime n'est pas lié à la peur comme chez Aristote. Au contraire, comme chez Lucrèce, la peur nous fait rentrer en nous-même, ce qui nous permet de rebondir. Plus généralement chez lui, le sublime, esthétiquement plaisant, vient moins de la peur du mal que du calme qui vient quand on se désintéresse de lui.
Pour lui, de son temps, le scientisme et le moralisme ont trop décrié l'imagination. Si le pays n'est plus une place de grâce, c'est à cause de l'« incapacité de l'imagination de reconstruire les conditions de vie et de construire un cadre des choses plus proche des désirs du cœur (SB, 162) ».

### Santayana et la religion comme poésie, comme mythe
Au tournant des XIXe siècle et XXe siècle, Josiah Royce publie The World of the Individual (1899-1900), Santayana Interpretations of Poetry and Religion (1900) et William James The Varieties of Religious Experience (1901-1902). En fait, si les trois philosophes majeurs du département philosophies de Harvard publient quasiment en même temps un livre sur la religion, ils ne traitent pas la question de la même façon. Santayana rejette le mysticisme sous-jacent à l'idée d'esprit absolu que l'on trouve chez Royce. Pour lui le mysticisme vient de l'éloignement de la tradition que se fait jour dans le monde protestant occidental. D'un autre côté, Santayana critique chez James l'idée qu'il y aurait « quelque pouvoir divin discret au travail dans les psychés sous-conscientes (some discret power at work in subconscious psyches) ». Pour Santayana, la religion et la science sont deux choses différentes, qui n'ont pas d'impact l'une sur l'autre. Pour lui la religion ce sont d'abord des mythes et des narrations, qui donnent un sens à la vie humaine sans rien nous dire de scientifique. Elle fait appel à notre imagination. Il reproche précisément à Royce et James cette fonction imaginative, poétique. Selon lui les rituels sont plus symboliques qu'instrumentaux. La religion permet à travers les symboles et les récits de supporter les menaces, les souffrances, les absurdités ou les maux auxquels les individus doivent faire face. La religion nous donne des idées de la vie idéale et des pratiques qui permettent de nous en approcher ou de surmonter nos difficultés.
Concernant la religion chrétienne, il estime que l'idée de rédemption définitive peut conduire au fanatisme. Par ailleurs, il ne partage pas le point de vue des puritains, très répandu à l'époque, selon laquelle les Américains seraient le nouveau peuple élu, tout comme il se méfie des interprétations littérales de la Bible. Pour lui, si la spiritualité est affaire d'imagination, elle a un profond impact sur nos vies.
| « If we take the sights and loves that our mortal imitations have allowed of, and surrender ourselves unreservedly to the natural eloquence; If we say to he spirit that stirs within them, "Be thou me, impetuous one"; il we become, as Michæl Angelo says he was, all eyes to see and all heart to feel, then the force of our spiritual vitality, the momentum of our imagination, will carry us beyond ourselves, beyond an interest in our personal existence or eventual emotions, into the presence of a divine beauty and an eternal truth-things, impossible to realize in experience although necessarily envisaged by thought. (IPR,88) » | « Si nous acceptons les vues et amours que nos limitations de mortels nous ont permises et nous rendons sans réserve à leur naturelle éloquence; si nous disons à l'esprit qui demeure en nous, « Sois moi, être impétueux » ; si nous devenons comme Michel-Ange disait de lui, tout œil pour voir et tout cœur pour sentir, alors la force de notre spiritualité vitale, le momentum de notre imagination, nous porterons au-delà de nous-même, au-delà de notre intérêt dans notre existence et dans nos éventuelles émotions, en présence de la beauté divine et de la vérité éternelle — choses impossibles à réaliser en expérience, bien que nécessairement envisagées par la pensée. » |

### Santayana et le matérialisme désenchanté
Selon Santayana, l'idéalisme métaphysique ne fonctionne pas, pas plus que le matérialisme métaphysique. La distinction que fait Santayana entre le matérialisme métaphysique et son matérialisme désenchanté est du même type que celui que fait Strawson lorsqu'il note que, dans l'histoire de la philosophie en Occident, il existe deux traditions matérialistes : la réductive et la libérale. Le matérialiste réductif soutient que les seules choses qui comptent sont physiques et se montre sceptique sur la réalité des mentalités ou de la morale Un matérialiste libéral, comme Hume, Wittgenstein ou Strawson, ne se révèle pas exempt de tout scepticisme, mais ne cherche pas à répondre aux défis qu'il lance
| « It seems to me that those who are not materialists cannot be good observers of themselves: they may hear themselves thinking, but they cannot have watched themselves acting and feeling : for feeling and action are evidently accidents of matter. If a Democritus or Lucretius, or Spinoza or Darwin works within the lines of nature and clarifies some part of that familiar object, the fact is the ground of my attachment to them: they have the savour of truth; but what the saver of truth is, I know very well without their help. Consequently there is no opposition in my mind between materialism and a Platonic or even Indian discipline of the spirit (PGS. 12-13) » | « il me semble que ceux qui ne sont pas matérialistes ne peuvent être de bons observateurs d'eux-mêmes : ils peuvent s'écouter penser, mais ils ne peuvent se voir agir ou ressentir : car le ressenti et l'action sont évidemment des accidents de la matière. Si un Démocrite, ou Lucrèce, ou Spinoza ou Darwin travaille sur ce qu'est la nature et clarifie quelques parties de cet objet familier, ce fait est le socle de mon attachement à eux : ils ont la saveur de la vérité ; mais ce que la saveur de la vérité est, je le sais très bien sans leur aide. En conséquence, il n'y a pas d'opposition dans mon esprit entre le matérialisme et une discipline de l'esprit platonicienne ou même indienne. » |

## Quelques ouvrages majeurs de Santayana
Santayana expose ses vues philosophiques de façon systématique dans trois ouvrages : The Life of Reason (1905-06), Scepticism and Animal Faith (1923) et the Realms of Being (1927-1940). Le premier livre cité expose son éthique et sa philosophie de la culture, tandis que le dernier expose davantage sa théorie de la connaissance et de la réalité. Le livre de 1923 est souvent perçu comme une introduction à son dernier ouvrage majeur The Realms of Being.

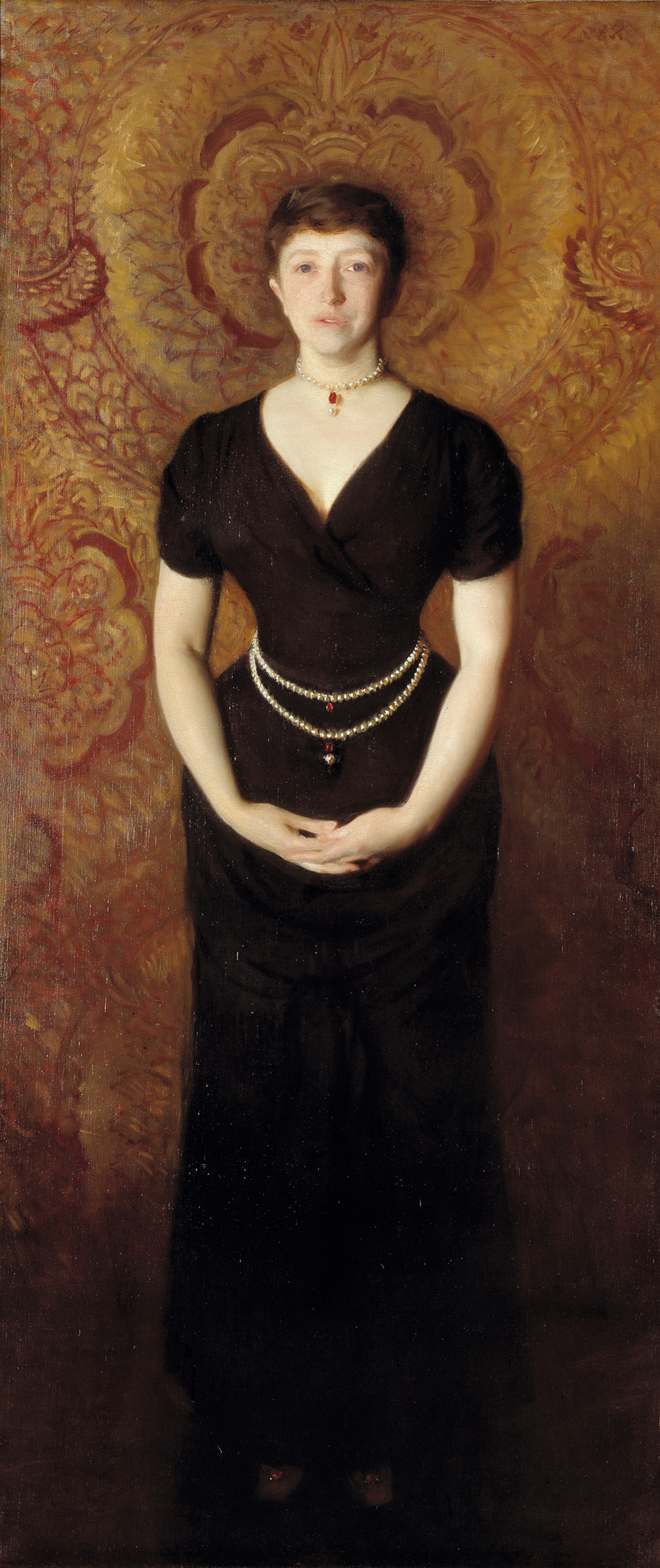
Santayana écrit : Mes affinités réelles se portaient sur trois ou quatre dames âgées dont Isabella Stewart Gardner.

### The Sense of Beauty(Le Sens de la beauté)
The Sense of Beauty publié en 1896, est tiré d'une série de conférences données par Santayana à Harvard entre 1892 et 1894. D'après ce qu'il a déclaré au critique d'art Arthur Danto en 1950, il a écrit ce livre en partie parce que ses collègues « lui ont fait savoir par l'intermédiaire de leurs femmes qu'il ferait bien d'écrire un livre... sur l'art ».
Le livre est divisé en quatre parties : La nature de la beauté, les matériaux de la beauté, la forme et l'expression. La beauté est définie par Santayana comme un « plaisir objectifié ». Son origine ne se trouve pas dans une inspiration divine comme le soutiennent les philosophes mais dans une psychologie naturelle. Si Santayana a des objections à attribuer un rôle métaphysique à Dieu dans l'esthétique, il accepte d'utiliser le nom de Dieu comme une métaphore. Si sa thèse selon laquelle la beauté est une expérience humaine fondée sur les sens est devenue influente dans le champ de l'esthétique, Santayana rejettera cette approche plus tard la qualifiant de psychologisme de contournement.
Selon Santayana, la beauté est liée au plaisir, et constitue un élément fondamental de l'expérience et des desseins de l'homme. La beauté ne trouve pas son origine dans une expérience plaisante en elle-même, ou dans des objets qui apportent du plaisir, mais exige que l'expérience et le plaisir émotionnel se mêlent aux qualités de l'objet. La beauté est une « manifestation de la perfection » et pour lui « le sentiment de la beauté a plus d'importance dans la vie que la théorie esthétique n'en a jamais eu en philosophie ».

### The Life of Reason(La Vie de la raison)
Ce livre est à la fois une histoire de la rationalité et une analyse de la vie rationnelle. L'ouvrage comprend cinq livres ou parties : Reason in Common Sense, Reason in Society, Reason in Religion; Reason in Art et Reason in Science. Santayana cherche à comprendre comment notre rationalité et nos standards peuvent avoir émergé à partir des expériences que l'homme primitif a dû affronter. Pour ce faire, la première partie de l'ouvrage retrace quelques étapes marquantes du développement de la raison dont l'étape finale est la bonne vie, dite aussi vie rationnelle, qui suit le perfectionnement du pouvoir et des institutions humaines. Santayana insiste sur l'importance de la beauté. Pour lui l'art, tout comme la religion la science ou n'importe quelle activité humaine, concourt à la vie rationnelle. Mais, « l'éthique chez Santayana ne peut être comprise sans tenir compte de sa théorie de la connaissance et de sa cosmologie. En effet, Santayana croit que l'homme ne peut connaître ce qui lui est bon sans comprendre la réalité qui l'a généré et qui l'environne, pour lui la vie rationnelle est impossible sans une vue rationnelle du cosmos ».
Dans ce livre, Santyana relie les idéaux ou perfections à leur racine naturelle. Pour lui, « La Nature est un jardin parfait pour les idéaux et les passions, un sol perpétuellement fertile pour la poésie, les mythes et la spéculation. Car en quoi consiste un idéal ? qu'est-ce qui le réalise ?  si ce n'est une existence naturelle et des passions naturelles »[réf. incomplète].

### Scepticism and Animal Faith(Scepticisme et foi animale)
Pour Santayana, le « scepticisme est la chasteté de l'intellect et il est honteux de la perdre trop tôt, au premier coin de rue ou avec le premier venu : il y a de la noblesse à la préserver tranquillement et prudemment durant une longue jeunesse, jusqu'au moins, que dans la maturité et la discrétion elle puisse être sûrement échangée pour de la fidélité et du bonheur »,. Il accuse Descartes et Hume d'avoir trop vite renoncé au scepticisme. Pour lui, aucune proposition n'est en elle-même évidente. La vérité et l'existence ne sont pas données par une simple expérience mais élaborées à partir d'un ensemble de croyances et de références qui transcendent ce qui est perçu. L'intention est ce qui donne à l'essence une existence matérielle et l'intention dépend de la psyché c'est-à-dire des préférences qui font l'individualité d'un organisme. Pour Santayana, 

« la connaissance est une croyance médiatisée par des symboles, »

 Le symbole étant un précurseur d'une essence, qui avertit un animal intelligent d'un risque matériel. Pour Santayana, seule l'intuition pure peut vaincre le scepticisme. C'est-à-dire que seule la contemplation d'une essence permet de vaincre le scepticisme.

### The Last Puritan(1936) (Le Dernier Puritain)
C'est son œuvre la plus populaire. En 1936, aux États-Unis, il fut le second livre le plus lu après Autant en emporte le vent. C'est le Bildungsroman le plus important de toute la littérature américaine, il trouve sa genèse dans une série d'histoires sur la vie universitaire écrites par Santayana dans les années 1890. L'histoire se passe dans un village fictif appelé Great Falls (Connecticut), à Boston et en Angleterre, autour d'Oxford. Elle conte la vie d'Oliver Alden, le descendant d'une vieille famille de Boston. Santayana a écrit de ce roman qu'il « donne les émotions de mes expériences et non mes pensées ou mes expériences elles-mêmes ». Dans le prologue, Santayana explique que chez Olivier Alden « le puritanisme œuvre hors de sa fin logique. Il est convaincu, sur des bases puritaines qu'il a tort d'être puritain ». L'aspect tragique est que malgré ce qu'il sait, il garde la personnalité qui correspond à son héritage culturel.
Santayana hésite d'abord à publier son livre. En effet, il contient des scènes explicites d'usage de drogues, de perversions sexuelles et d'athéisme, qui à l'époque pouvaient choquer. En outre, ses personnages sont inspirés par certains de ses collègues et il pouvait craindre leur réaction. En fait, sa peur d'avoir écrit un livre controversé se révèle vaine. Dans une lettre, il affirme : « les aspects dangereux du livre… semblent avoir été oubliés ou gentiment ignorés par les critiques ». Parlant de son personnage principal et de son roman, il écrit : « aucune grande et évidente tragédie ne survient, seulement la présence d'une faille secrète au milieu du succès. Mais Oliver est un merveilleux et noble garçon, j'aimerais que le lecteur s'en aperçoive ».

## Santayana et la philosophie américaine

### Le débat sur l'inclusion ou non de Santayana dans la philosophie américaine
Max H.Fisch, dans un ouvrage de 1951 intitulé Classic American Philosophers réédité au moins quatre fois, le considère sans la moindre hésitation comme un philosophe américain classique. En 1968, John E.Smith dans son livre The Spirit of American Philosophy l'en exclut. Il écrit :

« Je ne l'ai pas évoqué dans cette étude, car il me semble que malgré sa présence durant l'âge d'or de la philosophie américaine, sa pensée n'est pas représentative de la façon de voir américaine. L'esprit américain, comme Santayana l'a vu est volontariste, pas contemplatif ; il est moral et moraliste plutôt qu'esthétique ; il préfère évacuer la religion plutôt que la considérer comme simple poésie ; il n'accepte pas une théorie de la réalité selon laquelle le soi est soit apparence soit évanescent. En bref, l'esprit américain est tout sauf ce que Santayana est et soutient. »

Pour Gross, si ce point de vue résume les vues de plusieurs historiens et reprend pour beaucoup les déclarations de Santayana lui-même, qui insistait sur son caractère latin et ses liens avec le catholicisme et la tradition littéraire européenne, il est aussi trompeur. En effet, selon lui, si l'on regarde de plus près l'œuvre, des points communs avec le courant pragmatiste apparaissent, notamment en ce qui concerne le traitement de la vérité et l'accent mis sur la nature biologique de l'intelligence. Cette proximité entre Santayna et le pragmatisme sera étudiée plus en profondeur en 1992 par Henry Samuel Levinson dans le livre intitulé Santayana, Pragmatism, and the spiritual Life.

Selon Gérard Deledalle

« Si George Santayana n'avait pas participé à la vie philosophique américaine et pris parti pour le réalisme critique et le naturalisme, nous ne l'aurions pas plus que Whitehead inclus dans la philosophie américaine. Santayana ne fut jamais américain qu'à contrecœur. »

 (p. 266), et 

« Le scepticisme de Santayana à l'égard de la science et de l'action, son pessimisme et son dualisme situaient déjà l'auteur de Reigns of Being en marge de la communauté philosophique américaine, la philosophie politique, allégorique et négative des Dominations and Powers et l'autoritarisme individualiste des préférences politiques de leur auteur séparent définitivement Santayana d'une philosophie expressément vouée à l'édification de la « grande communauté » démocratique. »

 (p. 270)

### Santayana et le pragmatisme

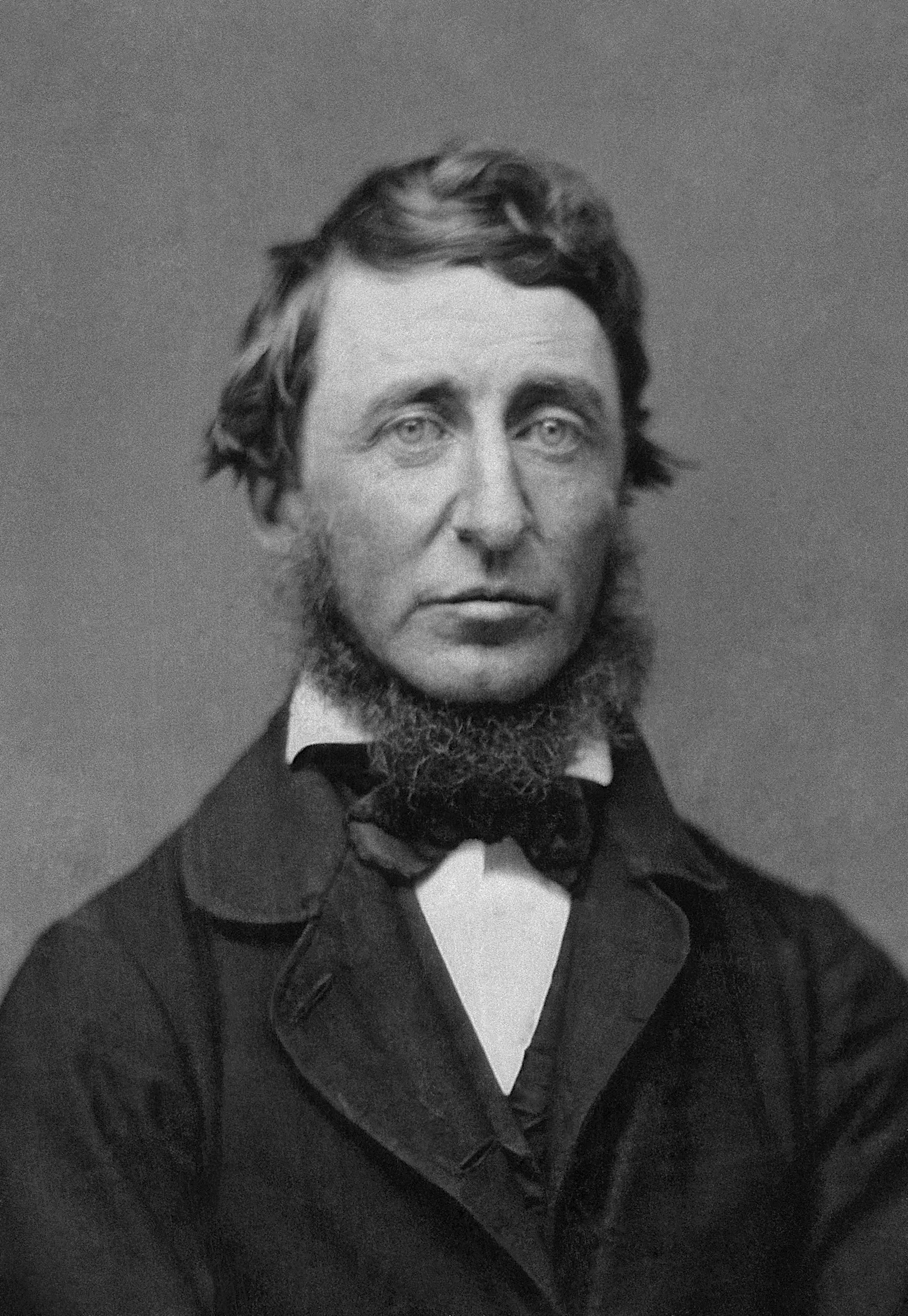
Henry David Thoreau dont Santayana est proche sur la question du nécessaire détachement par rapport à la société

Dans son livre intitulé Santayana, Pragmatism, and the spiritual Life, Henry Samuel Levinson voit Santayana comme un pragmatique individualiste à la William James. La marginalisation de Santayana dans le courant pragmatique à la Dewey s'expliquerait par six différences majeures opposant ces deux philosophes.
Tout d'abord, alors qu'avec Dewey les pragmatistes vont s'orienter vers l'action sociale, Santayana se focalise davantage sur l'aspect spirituel. Les institutions sociales ne l'intéressent qu'autant qu'elles peuvent permettre un enrichissement spirituel et du plaisir. En lien avec ce premier point, Santayana prône à la manière d'Henry David Thoreau une distance d'avec la société, ainsi qu'un certain sens de l'humour, et une certaine capacité d'oubli, afin de faire face de façon plaisante à la tragédie de la vie. Troisième différence, les pragmatistes à la Dewey ont foi dans les capacités de la raison pour résoudre les problèmes. Santayama, au contraire, a une confiance plus limitée en la raison. Quatrième point, les deux auteurs ont des vues différentes quant aux buts de la philosophie. Pour Dewey, la philosophie doit participer à la formation de bons citoyens et d'une bonne société. Pour Santayana, la philosophie doit nous permettre de nous dégager des maux sociaux et même des valeurs qui forment notre moi profond. Elle doit célébrer l'imagination et l'esprit. Cinquième différence, alors que les pragmatistes à la Dewey accordent peu d'intérêt à l'histoire et aux institutions religieuses, pour Santayana les religions sont des forces culturelles qui permettent de transcender la banalité de la vie ordinaire. Enfin, dernier point, Santayana ne partage pas la foi de Dewey dans la démocratie .
Selon Levinson, ces tensions entre un pragmatisme social et un pragmatisme individualiste viendraient de Ralph Waldo Emerson. Il note « Santayana proclame que le transcendantalisme d'Emerson a rompu la vieille hiérarchie de la pensée occidentale, réitérée par les philosophes des lumières, qui subordonne l'imagination humaine, comme la poésie, à la science ou à la compréhension humaine et à la raison... Dans la lecture qu'en fait Santayana, Emerson voit la culture comme un moyen de redonner à la poésie son statut de source de chaque sorte de discours et de pratiques distinctement humaines ».

### Santayana et la philosophie analytique
L'importance croissante prise par la philosophie analytique dès l'entre-deux-guerres a contribué à marginaliser Santayana, qui avait de fortes objections à son égard. Tout d'abord, il est en désaccord avec le projet épistémologique de la philosophie analytique, qu'il trouve trop étroit, négligeant en particulier l'aspect moral. Par ailleurs, il perçoit le projet analytique comme inhumain et scientiste. Enfin, il estime que ce projet éloigne la philosophie de ce qu'il pense être son vrai but à savoir : l'étude critique basée sur le contexte, ainsi que la création de fictions capables de nous insuffler les valeurs nécessaires à la vie.

## Postérité
Santayana a influencé ceux qui l'entouraient, y compris Bertrand Russell qui dans un essai critique reconnaît que c'est lui qui a contribué à l'éloigner de l'éthique de G. E. Moore. Santayana a aussi influencé nombre de personnes éminentes ayant suivi une scolarité à Harvard. Parmi les plus connues, il est possible de citer T. S. Eliot, Robert Frost, Gertrude Stein, Horace Kallen, Walter Lippmann, W. E. B. Du Bois, Conrad Aiken, Van Wyck Brooks, le juge à la Cour suprême des États-Unis Felix Frankfurter, Max Eastman, ou encore le poète Wallace Stevens. Ce dernier, très influencé par l'esthétique de Santayana, est devenu par la suite son ami, bien qu'il n'ait jamais été un de ses étudiants à Harvard,,.
Santayana est cité par le sociologue Erving Goffman comme ayant eu une influence centrale sur la thèse de son fameux livre La Mise en scène de la vie quotidienne (1959). L'historien des religions Jerome A. Stone (en) crédite Santayana d'avoir contribué au développement du naturalisme religieux. Le mathématicien et philosophe Alfred North Whitehead cite amplement Santayana dans son magnum opus Procès et réalité.
Chuck Jones utilise la description par Santayana du fanatisme comme « redoublement de ses efforts après avoir oublié son but » pour décrire ses cartoons mettant en scène Bip Bip et Coyote.
Un de ses aphorismes les plus cités se trouve dans Reason in Common Sense, le premier volume de The Life of Reason : « Those who cannot remember the past are condemned to repeat it » (« Ceux qui ne peuvent pas se rappeler le passé sont condamnés à le répéter »).

### Œuvres
- 1894. Sonnets And Other Verses.
- 1896. The Sense of Beauty: Being the Outline of Aesthetic Theory.
- 1899. Lucifer: A Theological Tragedy.
- 1900. Interpretations of Poetry and Religion.
- 1901. A Hermit of Carmel And Other Poems.
- 1905–1906. The Life of Reason: or the Phases of Human Progress, 5 vols.
- 1910. Three Philosophical Poets: Lucretius, Dante, and Goethe.
- 1913. Winds of Doctrine: Studies in Contemporary Opinion.
- 1915. Egotism in German Philosophy. Traduction française : L'erreur de la philosophie allemande Nouvelle libraire nationale 1919
- 1920. Character and Opinion in the United States: With Reminiscences of William James and Josiah Royce and Academic Life in America.
- 1920. Little Essays, Drawn From the Writings of George Santayana. by Logan Pearsall Smith, With the Collaboration of the Author.
- 1922. Soliloquies in England and Later Soliloquies.
- 1922. Poems.
- 1923. Scepticism and Animal Faith: Introduction to a System of Philosophy.éd. Courier Dover Publications, 1955,  (ISBN 0-486-20236-4),  (ISBN 978-0-486-20236-5)
- 1926. Dialogues in Limbo
- 1927. Platonism and the Spiritual Life.
- 1927–40. The Realms of Being, 4 vols.
- 1931. The Genteel Tradition at Bay.
- 1933. Some Turns of Thought in Modern Philosophy: Five Essayséd. Charles Scribner's Sons, 1933, lire en ligne, disponible sur le site du projet Gutenberg.
- 1935. The Last Puritan|The Last Puritan: A Memoir in the Form of a Novel.
- 1936. Obiter Scripta: Lectures, Essays and Reviews. Justus Buchler and Benjamin Schwartz, eds.
- 1944. (en) Persons and Places, The Background of My Life, éd. Charles Scribner's Sons, 1944, [lire en ligne]
- 1945 (en)  Persons and Places Vol II, The Middle Span, éd. Charles Scribner's Sons, 1945, [lire en ligne]'Persons and Places.
- 1946. The Idea of Christ in the Gospels; or, God in Man: A Critical Essay.
- 1948. Dialogues in Limbo, With Three New Dialogues.éd. Constable, 1925, (OCLC 1719645)
- 1951. Dominations and Powers: Reflections on Liberty, Society, and Government.
- 1953. Persons and Places Vol III, My Host The World

Œuvres éditées à titre posthume et/ou œuvres choisies
- 1955. The Letters of George Santayana. Daniel Cory, ed. Charles Scribner's Sons. New York. (296 letters)
- 1956. Essays in Literary Criticism of George Santayana. Irving Singer, ed.
- 1957. The Idler and His Works, and Other Essays. Daniel Cory, ed.
- 1967. The Genteel Tradition: Nine Essays by George Santayana. Douglas L. Wilson, ed.
- 1967. George Santayana's America: Essays on Literature and Culture. James Ballowe, ed.
- 1967. Animal Faith and Spiritual Life: Previously Unpublished and Uncollected Writings by George Santayana With Critical Essays on His Thought. John Lachs, ed.
- 1968. Santayana on America: Essays, Notes, and Letters on American Life, Literature, and Philosophy. Richard Colton Lyon, ed.
- 1968. Selected Critical Writings of George Santayana, 2 vols. Norman Henfrey, ed.
- 1969. Physical Order and Moral Liberty: Previously Unpublished Essays of George Santayana. John and Shirley Lachs, eds.
- 1979. The Complete Poems of George Santayana: A Critical Edition. Edited, with an introduction, by W. G. Holzberger. Bucknell University Press.
- 1995. The Birth of Reason and Other Essays. Daniel Cory, ed., with an Introduction by Herman J. Saatkamp, Jr. Columbia Univ. Press.
- 2009. The Essential Santayana. Selected Writings Edited by the Santayana Edition, Compiled and with an introduction by Martin A. Coleman. Bloomington: Indiana University Press.

### Sources de l'article
- (en) George Santayana, Persons and Place, MIT Press, coll. « Trade edition », 1987, 621 p.
- (en) Herman Saatkamp et Martin Coleman, « George Santayana », dans Stanford Encyclopedia of Philosophy, 2014 (lire en ligne)
- (en) Philip Blair Rice, « George Santayana », dans Classic American Philosophers, Fordham University Press, 2004
- (en) Matthew Caleb Flamm, « George Santayana », dans IEP, 2016 (lire en ligne)
- (en) Henry Samuel Levinson, Santayana, pragmatism and the spiritual life, University of North Carolina Press, 1992, 348 p.
- (en) Anthony Graybosch, « Book review : Santayana, Pragmatism and the Spiritual Life », Metaphilosophy, Blackwell Publishers, no 3, Vol 26,‎ 1995
- (en) Peter F Strawson, Skeptcicism and Naturalism : Some varieties, Columbia University Press, 1985

### Sur Santayana
- La Pensée de George Santayana de Jacques Duron, éd. Nizet, 1950
- (it) Il realismo critico di Giorgio Santayana, di Nynfa Bosco, Ed. di Filosofia, Turin, 1954
- « George Santayana », in: La Philosophie américaine de Gérard Deledalle, éd. L'Âge d'Homme, Lausanne, 1983
- (en) A philosophical novelist, George Santayana and The last puritan de Henry Tompkins Kirby-Smith, éd. SIU Press, 1997,  (ISBN 0809321130),  (ISBN 978-0-8093-2113-1), texte partiellement en ligne
- (en) Santayana, an examination of his philosophy de Timothy Sprigge, éd. Routledge, 1995,  (ISBN 0-415-11751-8),  (ISBN 978-0-415-11751-7), texte partiellement en ligne
- (en) George Santayana, a biography de John McCormick, éd. Transaction Publishers, 2003,  (ISBN 0765805030),  (ISBN 978-0-7658-0503-4), texte partiellement en ligne
- (en) Santayana, pragmatism, and the spirtitual life de Henry S. Levinson, éd. UNC Press, 1992,  (ISBN 0-8078-2031-8),  (ISBN 978-0-8078-2031-5), texte partiellement en ligne
- (en) Thinking in the ruins, Wittgenstein and Santayana on contingency de Michael P. Hodges et John Lachs, éd.	Vanderbilt University Press, 2000,  (ISBN 0826513417),  (ISBN 978-0-8265-1341-0), texte partiellement en ligne
- (es)Santayana filósofo. La filosofía como forma de vida de Daniel Moreno. Madrid, Trotta, 2007.  (ISBN 978-84-8164-898-0).
- (es) Celebrar el mundo, introducción al pensar nómada de George Santayana de José Beltrán Llavador, éd. Universitat de València, 2002,  (ISBN 84-370-5378-1),  (ISBN 978-84-370-5378-3), texte partiellement en ligne
- (es) La obra literaria de George Santayana de Cayetano Estébanez Estébanez. Valladolid, Universidad de Valladolid. 2000.  (ISBN 84-8448-047-X).
- (es) George Santayana, o, La ironía de la materia de Ignacio Izuzquiza, éd. Anthropos Editorial, 1989,  (ISBN 84-7658-180-7),  (ISBN 978-84-7658-180-3), texte partiellement en ligne
- (en) Richard Butler, George Santayana: Catholic Atheist, texte en ligne .
- (en) Sidney A. Gross, « Santayana and Pragmatism », The Southern Journal of Philosophy, vol. 10, no 2,‎ 1972, p. 159-166 (ISSN 2041-6962, DOI 10.1111/j.2041-6962.1972.tb01077.x).